# 鶴岡バイパス
鶴岡バイパス（つるおかバイパス）は、山形県鶴岡市内の国道7号のバイパス道路である。

## 概要

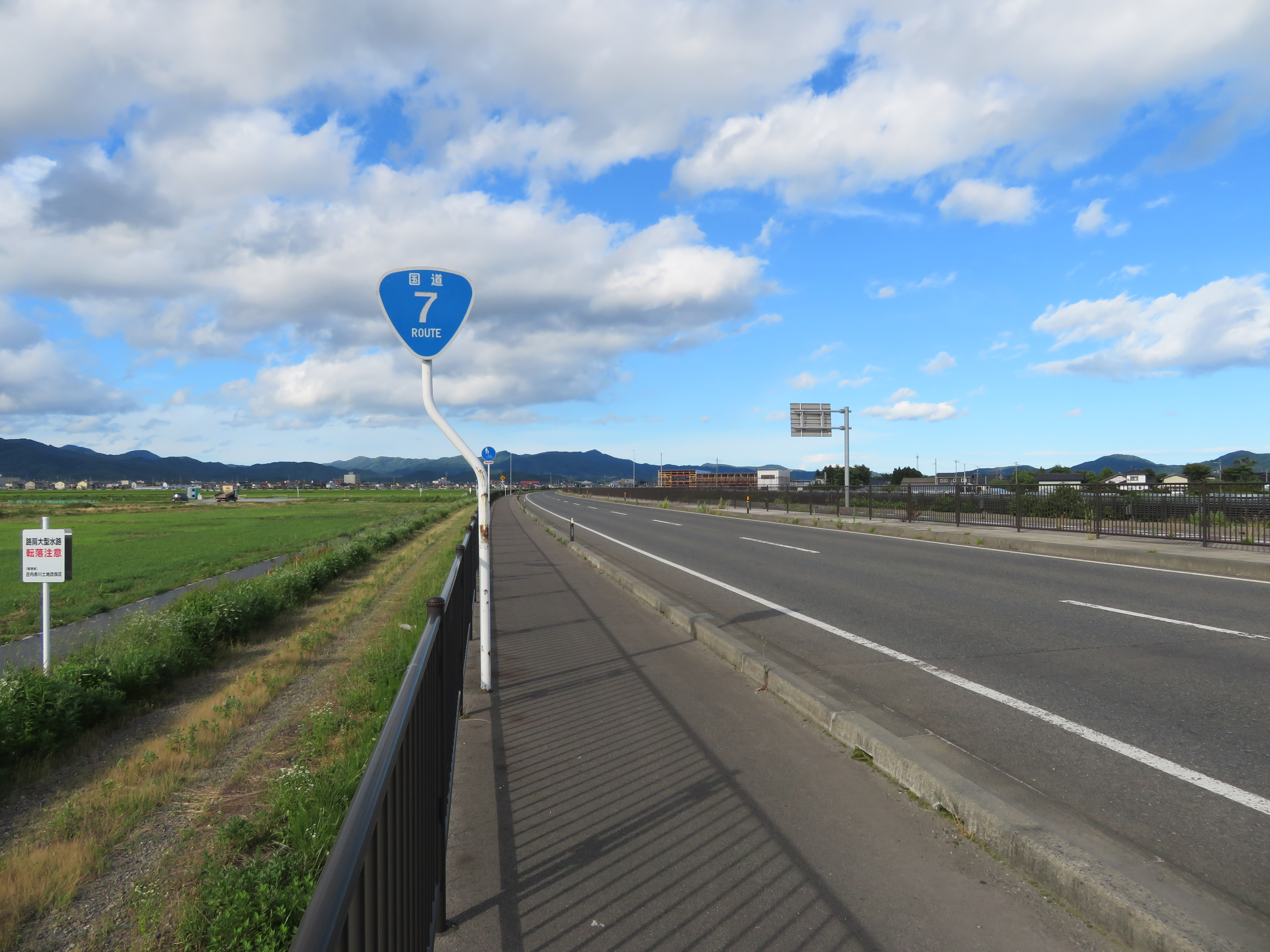
山形県鶴岡市覚岸寺付近

- 起点：山形県鶴岡市中清水
- 終点：山形県鶴岡市本田
- 全長：5.9 km[1]
- 車線数：4車線（一部2車線）

## 沿革
- 1987年（昭和62年）11月4日：鶴岡市大字平京田字屋敷廻から同市大字文下字広野まで、一部が供用開始[2]
- 1992年（平成4年）8月3日：鶴岡市大字下清水字田中から同市大字布目字中通までが供用開始[3]し、全線暫定2車線開通[4]
- 1997年（平成9年）：鶴岡IC付近 (L=1.4km) 4車線化
- 2003年（平成15年）9月28日：三川バイパスと接続
- 2008年（平成20年）
  - 6月30日：中野京田交差点 - 鶴岡高架橋 (L=0.8km) 4車線化[5]
  - 12月22日：鶴岡高架橋 - 覚岸寺交差点 (L=1.3km) 4車線化
- 2009年（平成21年）7月30日：覚岸寺交差点 - 本田交差点 (L=0.7km) 4車線化
- 2012年（平成24年）
  - 3月24日：鶴岡市大淀川 - 白山間 (L=1.5km) 4車線化
  - 10月5日：鶴岡市中清水 - 下清水間 (L=0.8km) 4車線化[1]

## 接続路線
- 日本海東北自動車道鶴岡西IC(鶴岡市中清水)
- 山形県道332号面野山鶴岡線（鶴岡市下清水）
- 山形県道338号湯田川大山線（鶴岡市矢馳）
- 山形自動車道鶴岡IC
- 山形県道47号鶴岡羽黒線（鶴岡市平京田）
- 国道112号（鶴岡市平京田）
- 山形県道332号面野山鶴岡線（鶴岡市中野京田）
- 国道112号（鶴岡市本田）
- 国道7号三川バイパス（鶴岡市本田）
- 山形県道350号たらのき代鶴岡線（鶴岡市本田）[6]